# Cragganmore
Cragganmore Distillery – destylarnia single malt whisky, znajdująca się we wsi Ballindalloch, hrabstwie Banffshire w Szkocji. Rejon Speyside, w którym mieści się gorzelnia, to miejsce, w którym skupionych jest najwięcej producentów whisky.

## Historia
Cragganmore założona została w 1869 przez Johna Smitha, o którym mówi się, że był najbardziej doświadczonym gorzelnikiem swoich czasów. Miał już za sobą zarządzanie takimi destylarniami jak Macallan, Glenlivet, Glenfarclas czy Wishaw. Smith wybrał taką właśnie lokalizację ze względu na bliskość wód Craggan burn oraz ze względu przebiegającą nieopodal linę kolejową Strathspey.

## Produkcja
Alembiki używane podczas drugiej destylacji whisky Cragganmore są bardzo nietypowe, ponieważ są stosunkowo niskie oraz posiadają płaski szczyt. Taki kształt alembików ma znaczący wpływ na końcowy smak i zapach produktu.

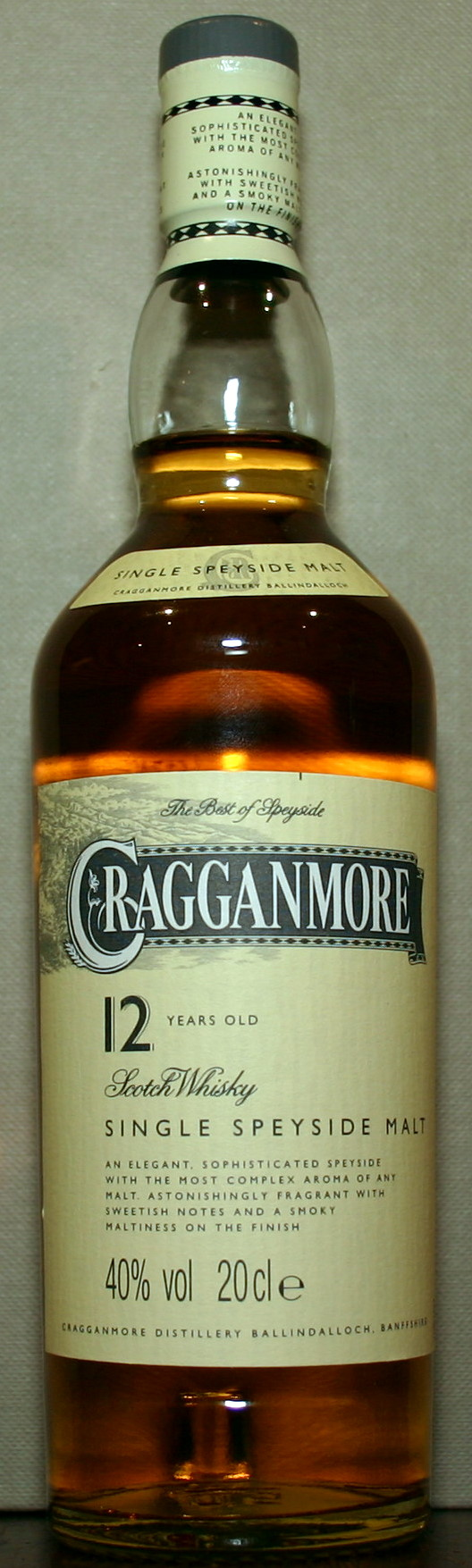
Cragganmore– 12 Years Old
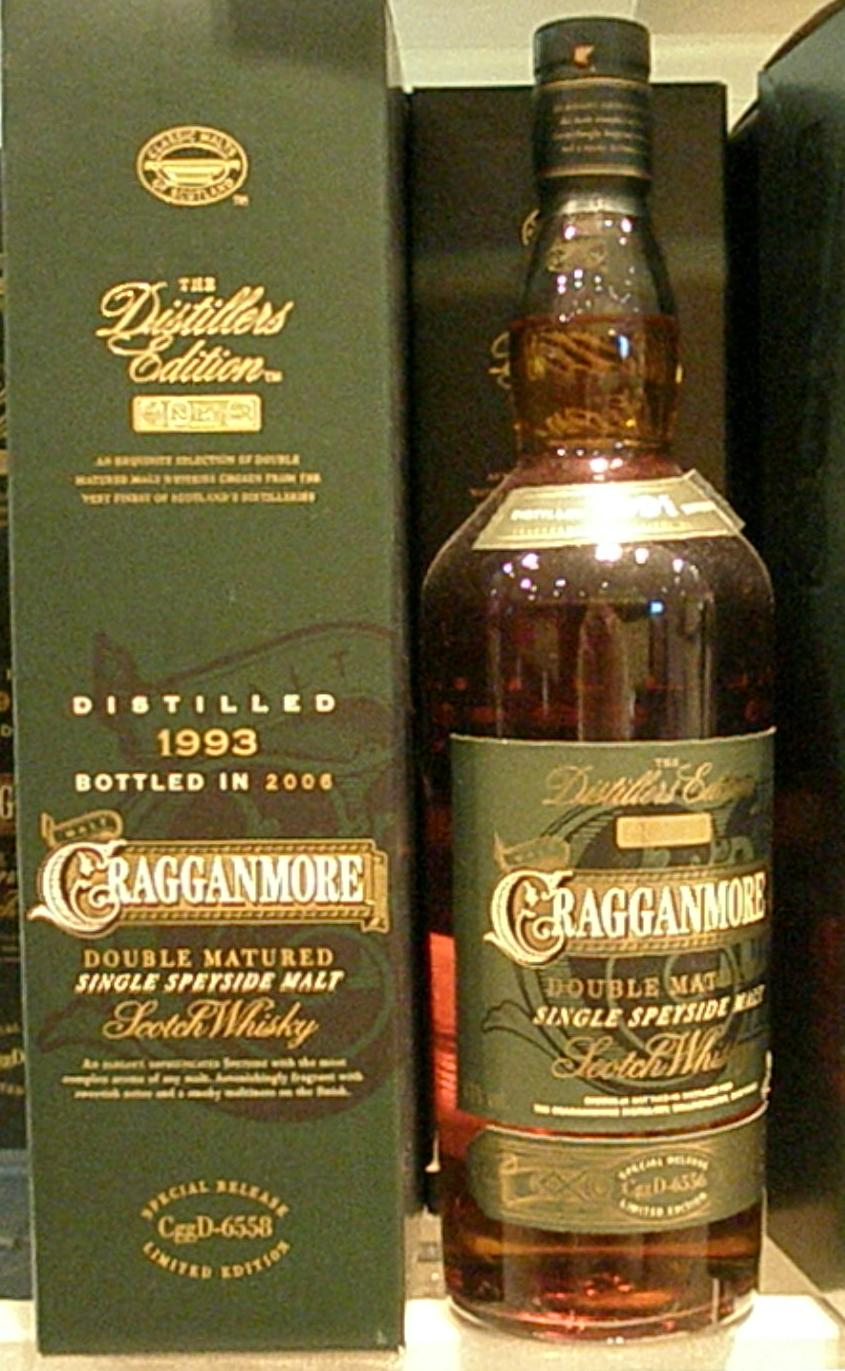
Cragganmore- 12 Years Old  – wersja Distiller's Edition

## Butelkowanie
Butelkowanie single malt rozpoczęło się na większą skalę dopiero w latach osiemdziesiątych XX wieku, stąd niewielka tradycja i różnorodność oferowanych na rynku wersji rocznikowych. Po przejęciu przez United Distillers marka Cragganmore została włączona do zestawu Classic Malts of Scotland, co znacznie podniosło jej popularność.
Destylarnia Cragganmore należy również do Scotland's Malt Whisky Trail.